# Fujifilm FinePix W Series Real 3D
Fujifilm FinePix W Series Real 3D — любительский цифровой стереоскопический фотоаппарат фирмы Fujifilm, предназначенный для создания трёхмерных изображений и стереоскопических фильмов.
Фотоаппарат имеет два съёмочных объектива и автостереоскопический стереодисплей, который позволяет наблюдать стереоскопическое (объёмное) изображение без применения анаглифных или 3D-очков. Стереоскопические режимы съёмки могут быть отключены. Во всём остальном эти фотоаппараты не отличаются от обычных цифровых камер.
Fujifilm FinePix Real 3D W1 поступил в продажу в России весной 2010 года одновременно с 3D-телевизорами и 3D-фильмами. Panasonic, Toshiba, Sony и другие производители объявили о своем намерении выпустить ряд 3D-совместимых устройств. Fujifilm FinePix Real 3D W1 стал первой массово доступной, простой в использовании стереоскопической цифровой камерой.

## Технические характеристики
Fujifilm FinePix Real 3D W1 имеет два съёмочных объектива (эквивалентное фокусное расстояние 35-105 мм) с двумя матрицами по 10 мегапикселей. Цветной ЖК-дисплей на задней панели камеры имеет диагональ 2,8 дюйма, с разрешением 0,23 мегапикселей. Дисплей может переключаться между режимом простого просмотра и 3D-автостереоскопическим.
Установка параметров фотосъёмки (светочувствительность, фокусные расстояния, значения выдержки и диафрагмы) производятся одновременно для двух объективов.
В августе 2010 года Fujifilm показал Fujifilm FinePix Real 3D W3 - новую стереоскопическую 3D компактную камеру «point-and-shoot» с возможностью захвата 3D-изображений и 3D-видео. Fujifilm FinePix Real 3D W3 имеет бо́льшее разрешение 3D-видео (до 1280×720, 24 кадра, AVI (М-JPEG со стерео-звуком)) и улучшенную функцию ночной съёмки, а также заметно увеличенный и улучшенный автостереоскопический 3D-экран. 3D-снимок/видео можно посмотреть на встроенном большом 3,5" 2D/3D-дисплее 16:9 без специальных очков.
В дополнение к камере Fujifilm FinePix Real 3D, компания Fuji также предлагает цифровую фоторамку, способную демонстрировать 3D-фотографии и фильмы — FinePix REAL 3D V1, и более новую - V3.

## Форматы сохранения файла
3D-изображения захватываются как пары фотографий, и сохраняются в виде файла «MPO» (Multi Picture Object), или MPO файл плюс файл JPEG. Камера также может снимать видео в формате «3D AVI» (М-JPEG со стерео-звуком PCM). Ролики можно склеивать без пережатия через фирменную программу от Fujifilm, прилагаемую к камере, также можно в этой программе разделить стерео MPO-файл на два JPEG-кадра.

## Fujifilm FinePix Real 3D W3
В сентябре 2010 года на смену камере W1 Fujifilm выпустила новую модель Fujifilm FinePix Real 3D W3.
Отличия: у W3 чуть меньшая стереобаза и изменён дизайн камеры. W3 имеет чуть меньшую массу и размеры, устанавливается новая аккумуляторная батарея NP50 (1000 mAh), которая меньше и легче батареи NP95, используемой для W1. Добавлен режим 3D HD-видео 720p.
Рукоятка изменения фокусного расстояния сделана в форме кольца, окружающего кнопку спуска затвора. Слайдер, управляющий параллаксом, расположен на верхней панели камеры, 2D/3D режим переключается одной кнопкой. Кольцо «Selector» облегчило управление дисплеем. Более яркий автостереоскопический дисплей имеет соотношение сторон 16:9, диагональ 3,5" и применена более качественная лентикулярная матрица, вместо щелевой.
В модели W3 оптический зум 3×, фокусное расстояние 35-105 мм в 35-мм эквиваленте, апертура f/3,7 — f/9,0, минимальное расстояние съёмки — 60 см (в новом режиме макросъёмки для 3D — 38 см), разъёмы miniHDMI(1.4)/AV-USB2.0. Можно смотреть 3D-фото/видео напрямую через HDMI на 3D-экранах с поддержкой 3D и HDMI 1.4. Для 2D-съёмки можно настроить разные параметры для получения одновременно двух несколько разных фотографий в JPEG-формате. Можно снимать с соотношением сторон 16:9 (до 3584×2016), 3:2 (до 2592×1944) или 4:3 (до 3648×2736), дополнительно есть три режима размера кадра: L, M, S. Съёмка видео по умолчанию HD1280 (1280×720, 24 кадр/сек), также есть режимы 640×480, 30 кадр/сек и 320×240, 30 кадр/сек. Для 3D-видеосъёмки с 720p нужна флеш-карта SDHC минимум класса 10, каждый видеоролик ограничен размером 4 Гб (это примерно 11 мин при максимальном качестве и до 19 мин в режиме HD1280E с большей степенью сжатия видео M-JPEG).
В меню настроек имеется выбор нескольких вариантов языка, в том числе и русского. В комплекте c W3 идет зарядка от 220В вместе с аккумулятором NP50.
Как утверждает фирма Fuji, в 2010 году продано 100.000 камер W3, к сентябрю 2011 года ожидается продать ещё 500.000 камер. Хотя это не так много, по сравнению с другими цифровыми камерами, но W3 должен превзойти продажи легендарного Stereo Realist и, вероятно, станет самой продаваемой стереокамерой на сегодняшний день. Рекомендованная розничная цена $499, минимальная цена $300 — $350. В России эта камера стоит 7-10 тысяч рублей с двухлетней фирменной гарантией Fujifilm.

## Изображения сняты камерой Fujifilm FinePix Real 3D W1, конвертированы в JPG при загрузке на Викисклад
Особенностью Fujifilm FinePix Real 3D W1 является большая стереобаза, можно делать фотографии крупных планов, как, например, этот торт.
Объективы с 3× изменением фокусного расстояния позволяют сделать подходящий стереоснимок крупным планом.

## 3D в космическом пространстве
В декабре 2010 года, совершив полет на космическом корабле Союз, астронавт ЕКА сделал снимки на фотоаппарат Fujifilm FinePix REAL 3D W1 на борту МКС. 3D-анаглиф изображения выложены на Flickr.